# Пригородное сельское поселение (Воронежская область)
Пригородное сельское поселение — муниципальное образование в Калачеевском районе Воронежской области.
Административный центр — посёлок Пригородный.

## Административное деление
Состав поселения:
- посёлок Пригородный,
- посёлок Чернозёмный.